# Amerikaanse auto in 1955
Dit artikel geeft een overzicht van alle Amerikaanse personenwagens geproduceerd in 1955 door een significante autoconstructeur. De auto's staan alfabetisch gerangschikt per merk. Hier staan enkel Amerikaanse merken, ongeacht of ze eigendom zijn van een niet-Amerikaans concern. Ook gaat het om constructeurs die algemeen bekend zijn met auto's die algemeen voor het publiek verkrijgbaar zijn. 
| Chevrolet |                  | concern:                   | General Motors Verenigde Staten |
| Chevrolet | divisie:         |                            |                                 |
| Chevrolet | merk:            | Chevrolet Verenigde Staten |                                 |
| Chevrolet | model:           | Half Ton                   |                                 |
| Chevrolet | einde productie: | 1956                       |                                 |
| Chevrolet | productieaantal: | ?                          |                                 |

| Chevrolet |                  | concern:                   | General Motors Verenigde Staten |
| Chevrolet | divisie:         |                            |                                 |
| Chevrolet | merk:            | Chevrolet Verenigde Staten |                                 |
| Chevrolet | model:           | Bel Air -/150/210          |                                 |
| Chevrolet | einde productie: | 1956                       |                                 |
| Chevrolet | productieaantal: | ?                          |                                 |

| Chevrolet |                  | concern:                   | General Motors Verenigde Staten |
| Chevrolet | divisie:         |                            |                                 |
| Chevrolet | merk:            | Chevrolet Verenigde Staten |                                 |
| Chevrolet | model:           | Suburban                   |                                 |
| Chevrolet | einde productie: | 1959                       |                                 |
| Chevrolet | productieaantal: | ?                          |                                 |

| Chrysler |                  | concern:                  | Onafhankelijk |
| Chrysler | divisie:         |                           |               |
| Chrysler | merk:            | Chrysler Verenigde Staten |               |
| Chrysler | model:           | Imperial C 70             |               |
| Chrysler | einde productie: | 1961                      |               |
| Chrysler | productieaantal: | ?/1102                    |               |

| Chrysler |                  | concern:                  | Onafhankelijk |
| Chrysler | divisie:         |                           |               |
| Chrysler | merk:            | Chrysler Verenigde Staten |               |
| Chrysler | model:           | 300 A/B                   |               |
| Chrysler | einde productie: | 1956                      |               |
| Chrysler | productieaantal: | ?                         |               |

| Chrysler |                  | concern:                  | Onafhankelijk |
| Chrysler | divisie:         |                           |               |
| Chrysler | merk:            | Chrysler Verenigde Staten |               |
| Chrysler | model:           | New Yorker                |               |
| Chrysler | einde productie: | 1955                      |               |
| Chrysler | productieaantal: | ?                         |               |

| DeSoto |                  | concern:                | Chrysler Verenigde Staten |
| DeSoto | divisie:         |                         |                           |
| DeSoto | merk:            | DeSoto Verenigde Staten |                           |
| DeSoto | model:           | Firedome                |                           |
| DeSoto | einde productie: | 1956                    |                           |
| DeSoto | productieaantal: | ?                       |                           |

| DeSoto |                  | concern:                | Chrysler Verenigde Staten |
| DeSoto | divisie:         |                         |                           |
| DeSoto | merk:            | DeSoto Verenigde Staten |                           |
| DeSoto | model:           | Fireflite               |                           |
| DeSoto | einde productie: | 1959                    |                           |
| DeSoto | productieaantal: | ?                       |                           |

| Ford |                  | concern:              | Onafhankelijk |
| Ford | divisie:         |                       |               |
| Ford | merk:            | Ford Verenigde Staten |               |
| Ford | model:           | Fairlane              |               |
| Ford | einde productie: | 1956                  |               |
| Ford | productieaantal: | ?                     |               |

| Ford |                  | concern:              | Onafhankelijk |
| Ford | divisie:         |                       |               |
| Ford | merk:            | Ford Verenigde Staten |               |
| Ford | model:           | Thunderbird           |               |
| Ford | einde productie: | 1957                  |               |
| Ford | productieaantal: | 53.166                |               |

| Imperial |                  | concern:                  | Onafhankelijk |
| Imperial | divisie:         |                           |               |
| Imperial | merk:            | Imperial Verenigde Staten |               |
| Imperial | model:           | C 69                      |               |
| Imperial | einde productie: | 1956                      |               |
| Imperial | productieaantal: | ?                         |               |

| Packard |                  | concern:                 | Studebaker-Packard Verenigde Staten |
| Packard | divisie:         |                          |                                     |
| Packard | merk:            | Packard Verenigde Staten |                                     |
| Packard | model:           | Caribbean Convertible    |                                     |
| Packard | einde productie: | 1957                     |                                     |
| Packard | productieaantal: | 276                      |                                     |

| Packard |                  | concern:                 | Studebaker-Packard Verenigde Staten |
| Packard | divisie:         |                          |                                     |
| Packard | merk:            | Packard Verenigde Staten |                                     |
| Packard | model:           | Patrician                |                                     |
| Packard | einde productie: | 1957                     |                                     |
| Packard | productieaantal: | 12.502+                  |                                     |

| Studebaker |                  | concern:                    | Studebaker-Packard Verenigde Staten |
| Studebaker | divisie:         |                             |                                     |
| Studebaker | merk:            | Studebaker Verenigde Staten |                                     |
| Studebaker | model:           | Studebaker Speedster        |                                     |
| Studebaker | einde productie: | 1955                        |                                     |
| Studebaker | productieaantal: | 2215                        |                                     |